# فاني كولونا
فاني كولونا هي عالمة اجتماع جزائرية، ولدت في 29 أغسطس 1934 في ثنية الأحد في الجزائر، وتوفيت في 18 نوفمبر 2014.